# Shichigahama
Shichigahama (jap. 七ヶ浜町 Shichigahama-machi) – miasto w Japonii, na wyspie Honsiu, w prefekturze Miyagi. Według danych na rok 2020 miejscowość zamieszkiwało 18 132 mieszkańców , a gęstość zaludnienia wyniosła 1374,7 os./km².